# David Guramisjvili
David Guramisjvili (georgiska: დავით გურამიშვილი), född 1705, död 1792, var en georgisk poet som skrev litteratur under pre-romantikens tid.